# Gare de Saint-Laurent-d'Aigouze
La gare de Saint-Laurent-d'Aigouze est une gare ferroviaire française de la ligne de Saint-Césaire au Grau-du-Roi, située sur le territoire de la commune de Saint-Laurent-d'Aigouze, dans le département du Gard en région Occitanie. 
C'est une halte voyageurs de la Société nationale des chemins de fer français (SNCF) desservie par des trains express régionaux TER Occitanie.

## Situation ferroviaire
Établie à 6 mètres d'altitude, la gare de Saint-Laurent-d'Aigouze est située au point kilométrique (PK) 31,567 de la ligne de Saint-Césaire au Grau-du-Roi, entre les gares d'Aimargues et d'Aigues-Mortes.

## Histoire
La section d'Aimargues à Aigues-Mortes est mise en service par la Compagnie des chemins de fer de Paris à Lyon et à la Méditerranée le 19 mai 1873.
La gare disposait de deux voies de passage et de deux voies de garage en impasse, avec un bâtiment voyageurs (du type standard PLM de 3e classe) et d'une halle aux marchandises située en retrait du quai opposé où se trouvait également un abri de quai.
Reléguée au statut de simple halte, Saint-Laurent-d'Aigouze possède un quai unique. Le seul bâtiment encore présent est l'ancienne halle aux marchandises, de type unifié PLM 15 m de largeur.

## Fréquentation
De 2015 à 2023, selon les estimations de la SNCF, la fréquentation annuelle de la gare s'élève aux nombres indiqués dans le tableau ci-dessous :
| Année           | 2015 | 2016 | 2017 | 2018 | 2019 | 2020 | 2021  | 2022  | 2023  |
| --------------- | ---- | ---- | ---- | ---- | ---- | ---- | ----- | ----- | ----- |
| Voyageurs seuls | 607  | 596  | 951  | 236  | 425  | 863  | 1 940 | 2 259 | 1 396 |

## Service des voyageurs

### Accueil
Halte SNCF, c'est un point d'arrêt non géré (PANG) à entrée libre.

### Desserte
Saint-Laurent-d'Aigouze est desservie par des trains TER Occitanie qui effectuent des missions entre les gares : de Nîmes et du Grau-du-Roi.

### Intermodalité
Un parking pour les véhicules est aménagé. 